# Overzeese Gas- en Elektriciteitsmaatschappij N.V.
De Overzeese Gas- en Elektriciteitsmaatschappij N.V. (OGEM), (ook: Overzeesche Gas en Elektriciteits Maatschappij) was een energiebedrijf in Nederlands-Indië, Suriname en de Nederlandse Antillen dat uitgroeide tot bouwconcern.

## Bedrijfsgeschiedenis

### Energiebedrijven
Het bedrijf werd in 1863 opgericht als Nederlandsch Indische Gasmaatschappij (NIGM). Na dekking van het Indische archipel verlegde het bedrijf de aandacht naar de koloniën op het westelijke halfrond en startte activiteiten in Suriname, Curaçao en uiteindelijk ook Venezuela. Daarnaast exploiteerde het sinds 1922 een enkele gasfabriek in Nederland, te Gorinchem.

#### Suriname
De eerste decennia had het bedrijf een ruim werkterrein aan de uitbreidingen in Nederlands-Indië. In september 1908 werd de NIGM echter een algehele concessie verleend voor het leveren van gas in Paramaribo. Onder leiding van D. Olthuis en P.J.M. Payens kwam een gasfabriek tot stand, zeer tot ongenoegen van politie-inspecteur Frans Killinger. De fabriek werd op 25 oktober 1909 officieel geopend. Op 1 januari 1972 kocht de Staat Suriname een meerderheidsbelang in de vestiging. In 1982 volgde een nationalisatie met schadeloosstelling voor OGEM. Tegenwoordig zijn de installaties van de vroegere NIGM/OGEM in handen van de NV Energiebedrijven Suriname (EBS).

#### Curaçao
In 1927 nam de NIGM de elektriciteitscentrale op Curaçao over van Maduro & Sons die de centrale in 1907 hadden gekocht van de Amerikaanse consul Leonard Smith. Vanaf 1959 leverde de Dienst Water en Energie Productie (D.W.E.P.) elektriciteit aan OGEM, als bijproduct van de drinkwaterproductie via ontzilting van zeewater. In 1977 werd het elektriciteitsbedrijf van OGEM overgenomen door het eilandbestuur, dat het onderbracht in de Kompania di Produkshon di Awa i Elektrisidat di Kòrsou (KAE).

### Nationalisaties
Bij het uitbreken van de Tweede Wereldoorlog telde het bedrijf 11 gasfabrieken en 33 elektriciteitsbedrijven. In 1950 werd de bedrijfsnaam gewijzigd in Overzeese Gas- en Elektriciteitsmaatschappij N.V. (OGEM). In 1954 naaste de Indonesische regering de elektriciteitsbedrijven te Djakarta en Tjirebon. In 1958 volgde de nationalisering en OGEM kreeg een schadeloosstelling van 18 miljoen gulden. Dit bedrag werd in termijnen betaald en pas in 1978 had OGEM het hele bedrag ontvangen. Aan het begin van de jaren zestig telt het bedrijf zo'n 30 bedrijven en ongeveer 2500 werknemers. Door de nationalisaties verloor OGEM een groot deel van zijn traditionele werkgebied. Ter gelegenheid van het honderdjarig bestaan van het bedrijf verscheen in 1963 het boek Een eeuw licht en kracht.

## Diversificatie

### Technische handel en bouw
Met het geld van de nationalisaties, maar ook door leningen aan te gaan, ontwikkelde OGEM vanaf circa 1960 zich steeds meer tot een handelsmaatschappij en bouwconcern. Veel overnames volgden en het aantal werknemers steeg sterk van 4000 in 1965, naar 11.900 in 1970 en 22.000 in 1975. De omzet over deze periode steeg explosief van 150 miljoen gulden naar 3000 miljoen.
Het eerste belang buiten de energiesector betrof een meerderheidsbelang in 1959 in het elektrotechnisch installatiebedrijf Croon & Co te Rotterdam. De directeur daar, Karel Fibbe, kreeg vervolgens een plaats in de leiding en werd op 1 januari 1967 lid van de raad van bestuur. In 1963 volgde de overname van Wolter & Dros. In 1969 werd de belangrijke Nederlandse technische groothandel Technische Unie overgenomen om klanten een breed assortiment van producten en diensten te kunnen aanbieden. Veel van de overgenomen bedrijven leverden aan de bouwsector en de overname van bouwbedrijven, zoals J.P. van Eesteren in 1972 en Voormolen in 1975, maakte het mogelijk om hele bouwprojecten in één hand uit te voeren. Bij de overname van de bedrijven had het bestuur veel aandacht voor de technische en commerciële facetten, maar de financiën bleven onderbelicht.
In september 1973 haalde Fibbe Bé Udink naar de raad van bestuur van OGEM. Vanaf begin 1975 werd de oud-minister verantwoordelijk voor de uitbouw van de internationale activiteiten. Niet geheel zonder succes, want van 1977 tot en met 1979 voerde OGEM een groot bouwproject uit in Dammam in Saoedi-Arabië. Verdeeld over acht gebouwen werden 1700 appartementen gerealiseerd in Dammam langs de weg naar Khobar. Het project had een contractwaarde van 1,3 miljard gulden. De gebouwen werden volledig in prefab aangevoerd vanuit Nederland in speciaal daarvoor aangepaste schepen. De wanden werden rechtop en de vloeren liggend vervoerd. Langs diezelfde weg, maar dan verderop richting Al Khobar ligt een van de drie sportcomplexen die door het later overgenomen Beton- und Monierbau is gebouwd.

### Koop belang Beton- und Monierbau
In juli 1977 kocht OGEM een aandelenbelang van 44% in Beton- und Monierbau (B&M) in Düsseldorf. Dit Duitse bedrijf telde zo'n 16000 medewerkers en behaalde een omzet van 1,6 miljard D-mark. OGEM nam de aandelen over van Rütgerswerke en betaalde tussen de 30 en 40 miljoen gulden. Met deze deelneming werd de internationale positie van OGEM versterkt.
De aanloop naar deze koop was opvallend. Medio april 1977 vond het eerste gesprek plaats tussen Udink en de verkoper; OGEM kon de B&M aandelen kopen tegen de beurskoers van ongeveer 170 D-mark. Financiële informatie over B&M was nauwelijks aanwezig, OGEM kreeg het jaarverslag over 1975 en één pagina met resultaten van 1976. Volgens de verkoper was niet meer informatie te geven vanwege de Duitse wetgeving om voorwetenschap te vermijden. Op basis van deze informatie berekende financieel expert Bothof van OGEM dat B&M, zelfs op basis van optimistische veronderstellingen, zo'n 50 D-mark per aandeel waard was. Deze informatie werd genegeerd. Op 23 juni 1977 was er nog een laatste gesprek met de verkoper en deze meldde dat voor B&M in 1977 een winst van 51 miljoen D-mark werd verwacht. Udink vroeg een dag later toestemming op basis van summiere informatie aan de Raad van Commissarissen en kreeg deze. Op 28 juni 1977 werd de transactie bekrachtigd en OGEM betaalde 172,80 D-mark per aandeel, de gemiddelde beurskoers over de twee voorgaande maanden. Medio juli 1977 kreeg OGEM het ontwerp jaarverslag over 1976 en hierin stond een verlies van 76 miljoen D-mark, OGEM had een miskoop gedaan. OGEM ging terug naar de verkoper en kreeg direct 10 miljoen D-mark terug en de belofte dat meer zou volgen als B&M toch failliet zou gaan. Medio 1978 participeerde OGEM nog voor 13 miljoen D-mark in een aandelenemissie van B&M om het vermogen te versterken, maar dit heeft niet gebaat en in april 1979 ging B&M failliet. De hele affaire heeft OGEM zo’n 40 miljoen gulden gekost.

## Faillissement

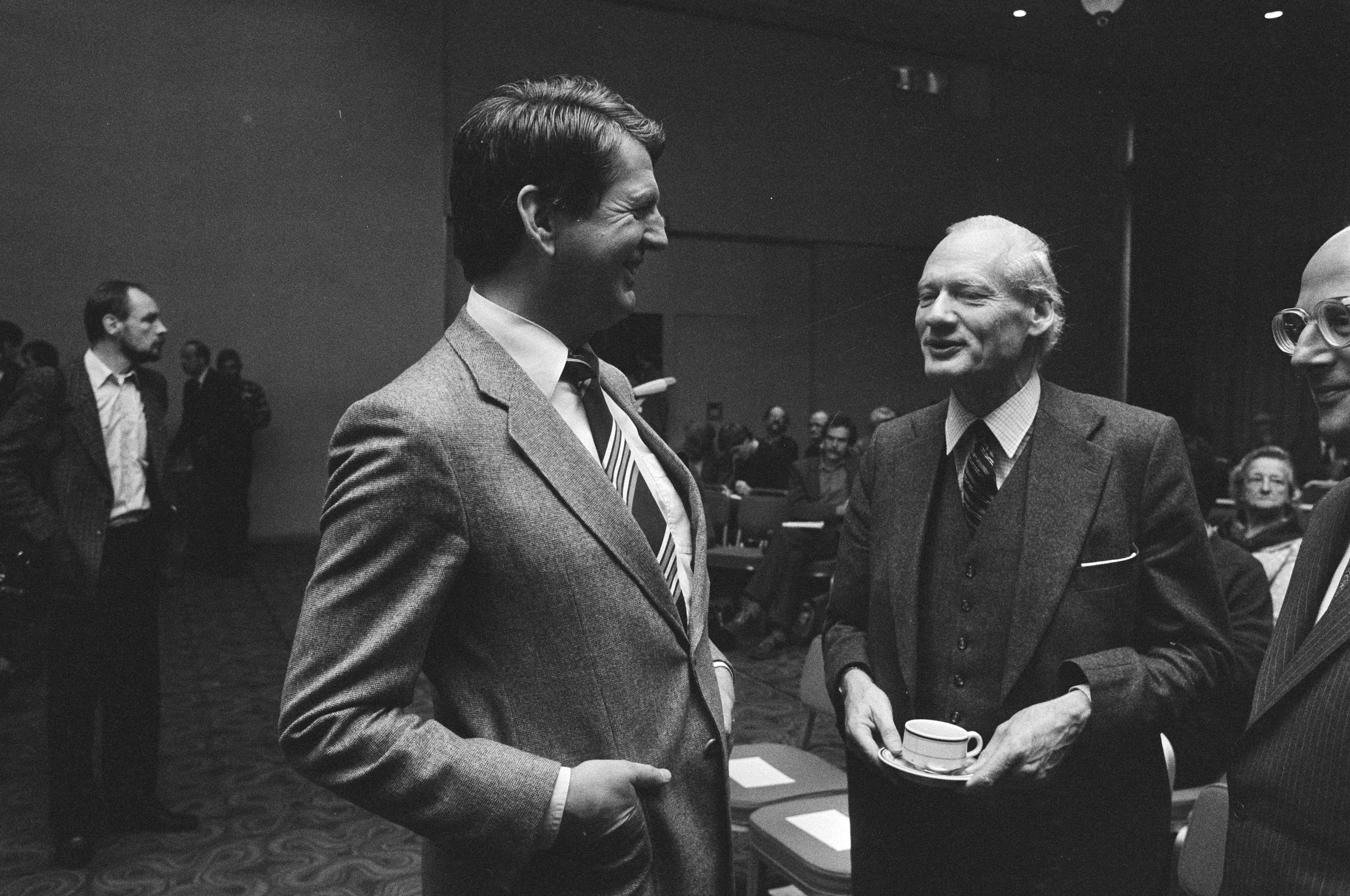
Aandeelhoudersvergadering van de OGEM in het Hilton hotel in Rotterdam op 4 November 1982. Pieter Lakeman (l), (SOBI) in discussie met W. J. Slagter van de onderzoekscommissie Overzeese Gas- en Elektriciteitsmaatschappij N.V.

Begin jaren tachtig dreigde OGEM failliet te gaan na een fors verlies van 120 miljoen gulden in 1980. De winstmarges waren zeer laag en de vele overnames waren betaald door bankschulden aan te gaan. Vanaf 1974 was de rente sterk gestegen en daarmee de rentekosten op de schulden voor OGEM. De economie verslechterde en de combinatie van deze twee factoren leidde tot financiële spanningen. In het begin leidde dit niet direct tot problemen, omdat de banken nog bereid waren extra kredieten te verstrekken. Verder was de integratie van al die geacquireerde bedrijven minimaal en de aankoop van Beton- und Monierbau was een kostbare, maar geen fatale, fout geweest.
De grootste verliezen werden geleden bij het bedrijfsonderdeel Onroerend Goed. In de jaren zeventig vielen de bouworders tegen en OGEM poogde de eigen bouwbedrijven aan het werk te houden door zelf bouwopdrachten te verschaffen en participeerde verder ook in twee projectontwikkelingsmaatschappijen, Omega en Dynamo Project Internationaal. In deze laatste had OGEM sinds 1973 de helft van de aandelen en de rest was in handen van de KOK Groep. Hier zijn grote risico’s gelopen en uiteindelijk ook grote verliezen geleden. Voor OGEM hielden Udink en Bakker, verantwoordelijk voor de financiën bij OGEM, toezicht en rapporteerden hierover te weinig aan de andere OGEM bestuurders en commissarissen. Hierdoor zijn er later grote afboekingen noodzakelijk geworden en garanties afgegeven die de andere OGEM directeuren en commissarissen niet hadden voorzien door de gebrekkige informatie.

### Sterfhuisconstructie
Er werd toen een sterfhuisconstructie bedacht, waarbij de gezonde delen van het bedrijf verdergingen onder de naam Techniek Bouw en Industrie (TBI), met OGEM-bestuurder Lense Koopmans als directeur. De handelspoot waarin Technische Unie zich bevond ging verder onder de naam OTRA (Ogem Trading). Otra N.V. is heden ten dage volledig in handen van Sonepar SA. Op 2 november 1983 werd de OGEM failliet verklaard. In 1990 oordeelde de Hoge Raad in het baanbrekende Arrest Ogem II dat de OGEM-top in zeven gevallen wanbeleid had gevoerd. In de jaren daarvoor heeft vooral Pieter Lakeman actief het concern achternagezeten met lastige vragen.

### Afronding faillissement
Pas in 1994 werd het faillissement na 12 jaar afgerond. Het bankenconsortium dat bij OGEM was betrokken - ABN AMRO, de Nationale Investeringsbank en de Nederlandse Credietverzekeringsmaatschappij - betaalde 35 miljoen gulden aan andere schuldeisers van het vroegere concern. OGEM was begin jaren tachtig in financiële problemen geraakt en de banken eisten hun zekerheden op. De leiding van OGEM ging daarmee akkoord en de banken kregen in feite het hele concern in handen. Deze actie werd later door de Ondernemingskamer als 'wanbeheer' betiteld en de zekerheden, die de banken zich zo hadden verschaft, bleven daarmee omstreden. Met deze betaling lieten de curatoren de zaak verder rusten.
Bekende bestuurders van OGEM waren Jaap Boersma en Bé Udink. Udink werd per 1 maart 1980 ontslagen en hem werd vele fouten verweten. Over zijn vertrekregeling is nog gesteggeld, maar na dreiging met een rechtszaak door Udink, kreeg hij een afvloeiingsregeling ter waarde van 1,5 miljoen gulden.

## Resultatenoverzicht
In de onderstaande tabel een overzicht van de resultaten van OGEM. Het laat de snelle groei van het bedrijf zien sinds 1965 en ook de resultaten in de laatste zes jaren voor het faillissement. De nettowinstmarge was altijd bijzonder laag waardoor het bedrijf snel in de financiële problemen kwam toen het in 1979 verliezen begon te lijden.
| Jaar | Aantal bedrijven | Omzet         | Nettoresultaat | Aantal werknemers |
| Jaar | Aantal bedrijven | (× ƒ miljoen) | (× ƒ miljoen)  | Aantal werknemers |
| ---- | ---------------- | ------------- | -------------- | ----------------- |
| 1965 | 32               | 150           | 13             | 4000              |
| 1970 | 90               | 840           | 24             | 11.900            |
| 1975 | 209              | 2980          | 18             | 22.000            |
| 1976 | 229              | 3270          | 24             | 21.100            |
| 1977 | 200              | 3510          | 32             | 22.100            |
| 1978 | 201              | 3590          | 37             | 22.500            |
| 1979 | 213              | 4990          | −22            | 20.300            |
| 1980 | 196              | 3940          | −120           | 19.500            |

## Trivia
- In 1983 kreeg oud-bestuurder Boersma een boete van 250 gulden omdat hij in een interview voor Vrij Nederland had gezegd dat Bartels, een oud-collega en bestuurslid van OGEM, een “geldwolf” en “absolute nul” was. Bartels klaagde hem aan voor smaad en belediging en kreeg met deze uitspraak zijn gelijk.[13]
- OGEM kreeg als bijnaam: "Open Gesticht voor Ex-Ministers".
- In het boek From Coal to Biotech wordt onthuld dat OGEM en DSM dicht bij een fusie waren in de jaren tachtig, maar dat dit geblokkeerd werd doordat daarover verschil van mening bestond in de Raad van Bestuur van DSM.[14]